# Avenue de la Victoire (Kiev)
Pour les articles homonymes, voir Avenue de la Victoire.
L' avenue de la Victoire  (en ukrainien : Проспект Перемоги, Prospect peremogui) est une rue du centre de Kiev.

## Situation et accès
Cette voie est située dans le quartier de Lypky, dans le district de Pechersk. La plus grande partie de la rue est piétonne et fermée, car elle abrite l'administration présidentielle ukrainienne et diverses résidences officielles, notamment la maison aux Chimères.

## Origine du nom
Elle fut nommée ainsi pour célébrer le quarantième anniversaire de la victoire soviétique sur l'Allemagne Nazie. En 2023 elle prend le nom d'avenue de Brest-Litovsk en ukrainien : проспект Берестейський.

## Historique
La rue est longue de onze kilomètres sept-cents et comporte six stations de métro de la ligne Svyatochins'ko-Brovars'ka et trois gares ferroviaires.

## Bâtiments d'importance
- no 10 : ministère de l'Éducation et de la Science (Ukraine)
- no 11 : palais des mariages
- no 14 : ministère des Infrastructures (Ukraine)
- no 34 : université nationale de médecine Bogomolets
- no 32 : zoo de Kiev
- no 44 : studio Dovjenko
- no 49 : l'usine Bolchovyk
- no 50 : maison d'édition Presse d'Ukraine
- no 54 : université nationale d'économie de Kiev
- no 67 : centre culturel islamique de l'administration spirituelle des musulmans de Crimée

## Galerie d'images

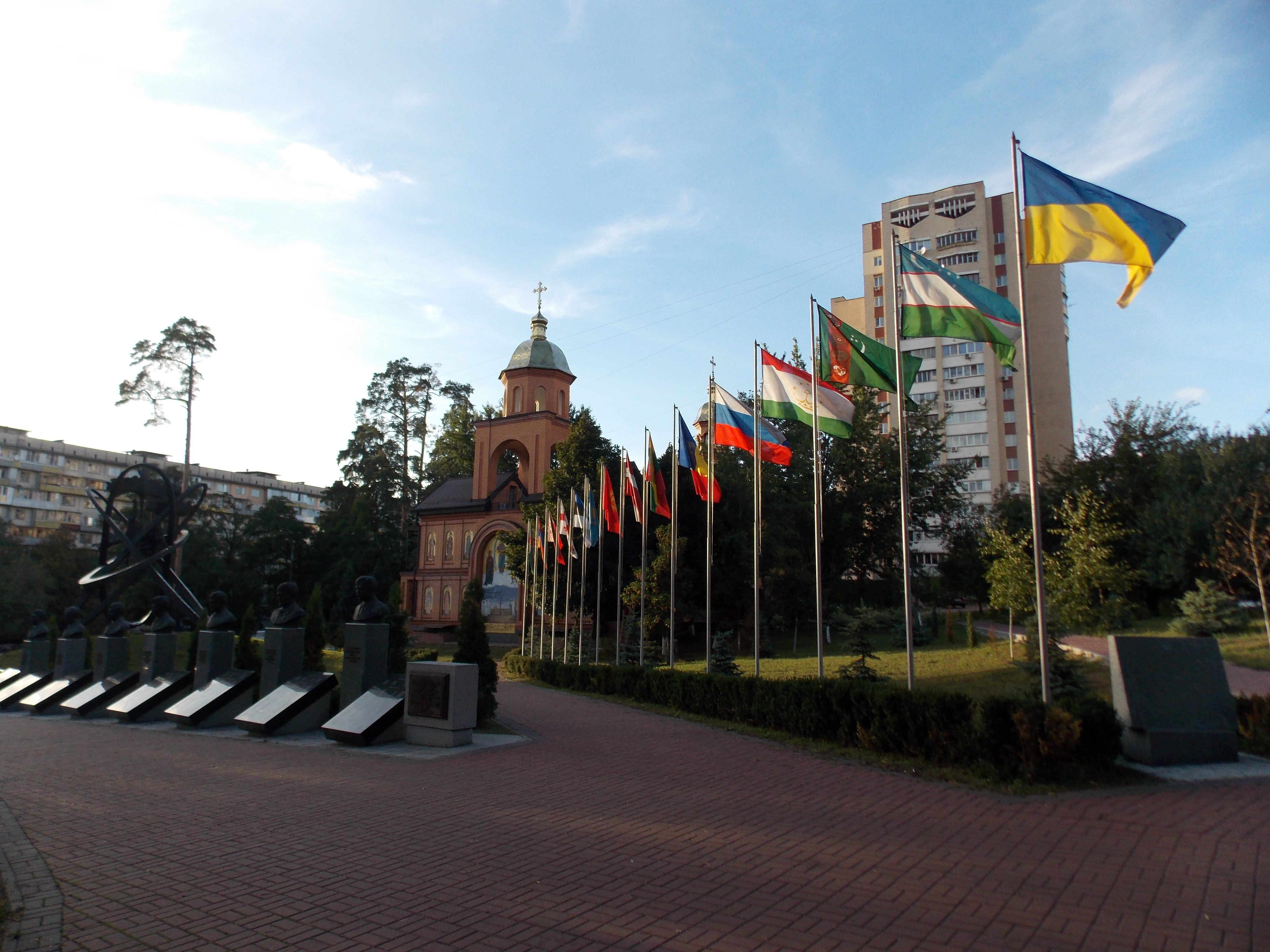
Monuemnt au désastre de Tchernobyl classé[2].
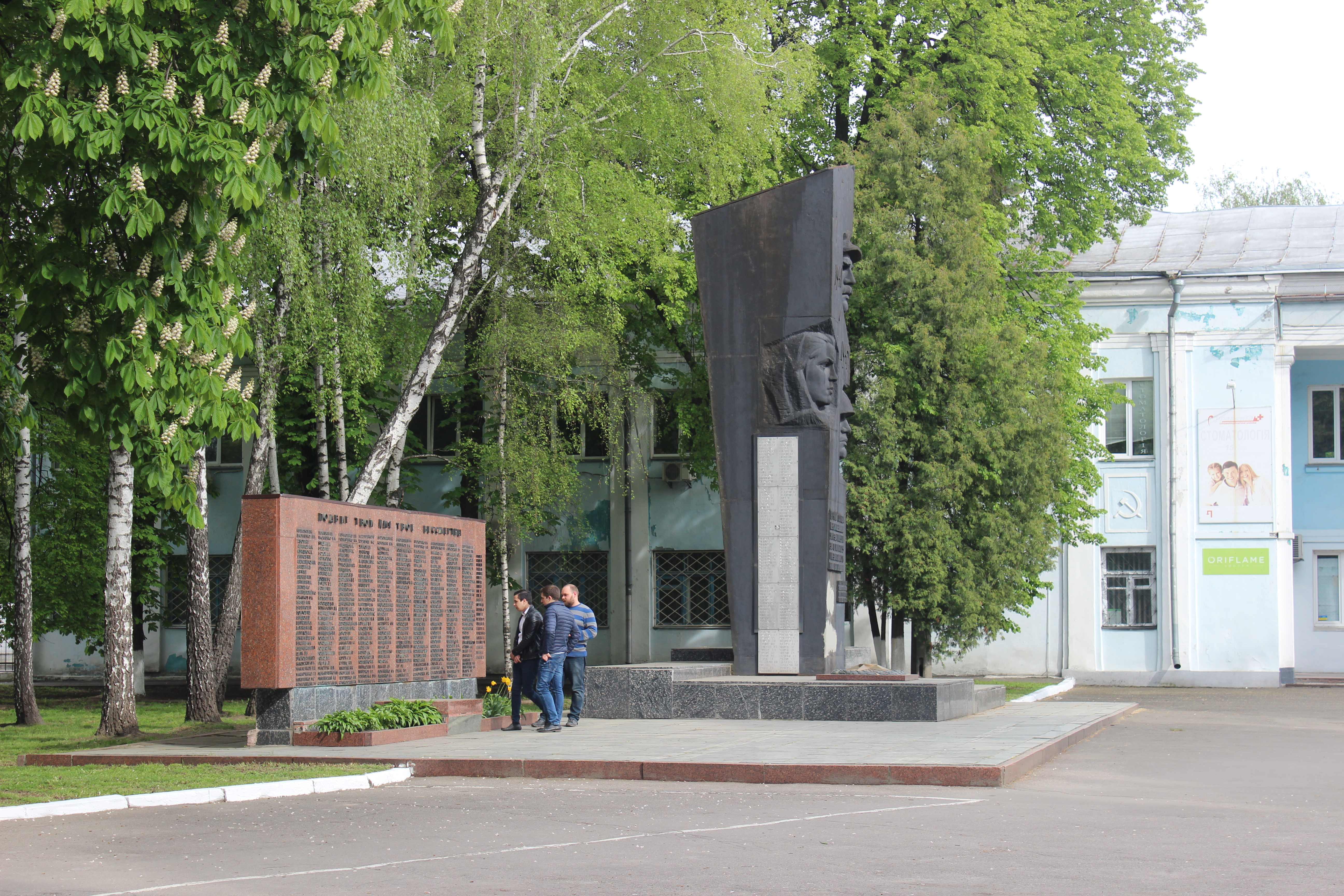
Monument aux ouvriers.
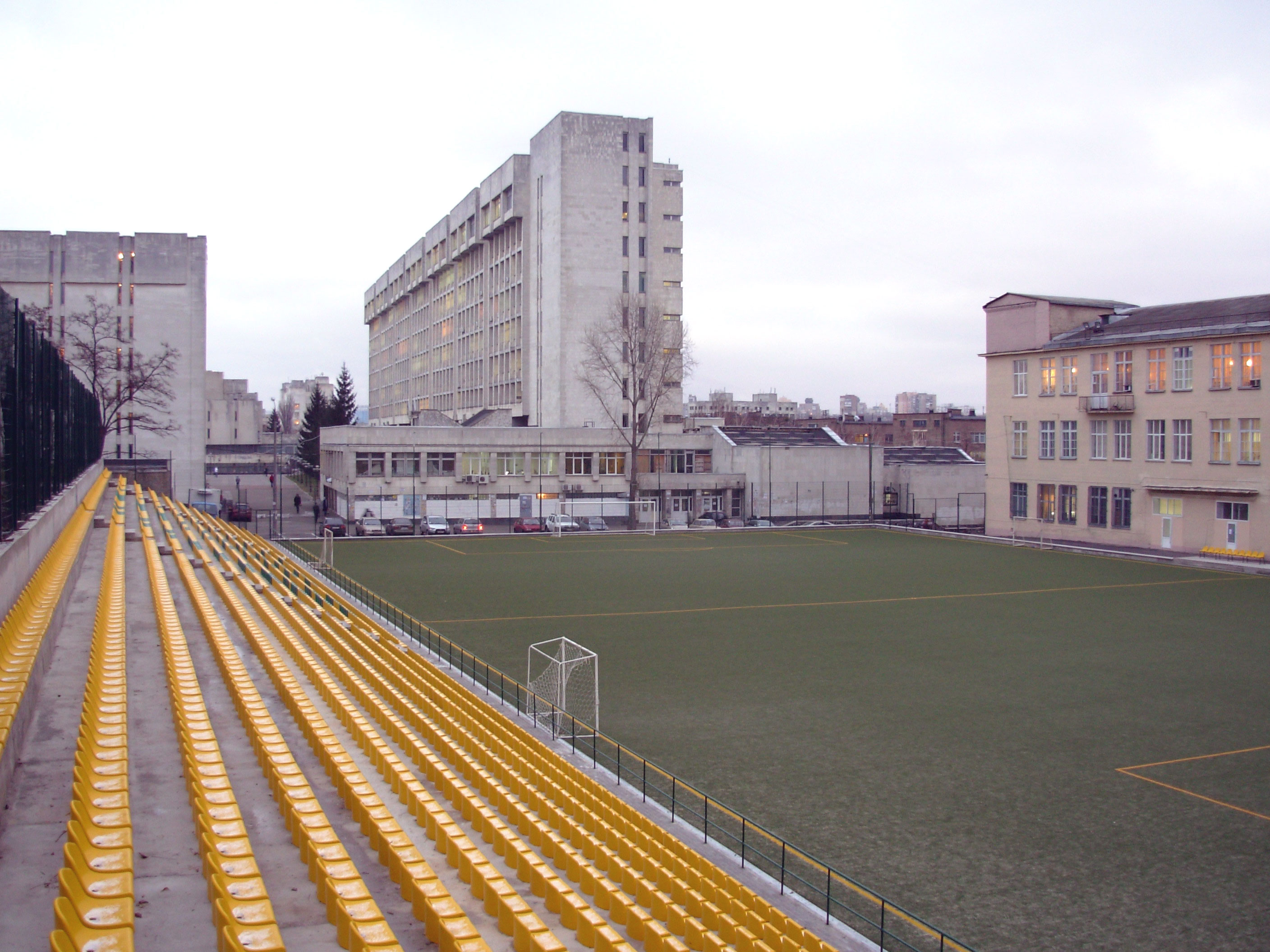
Stade NTUU KPI.
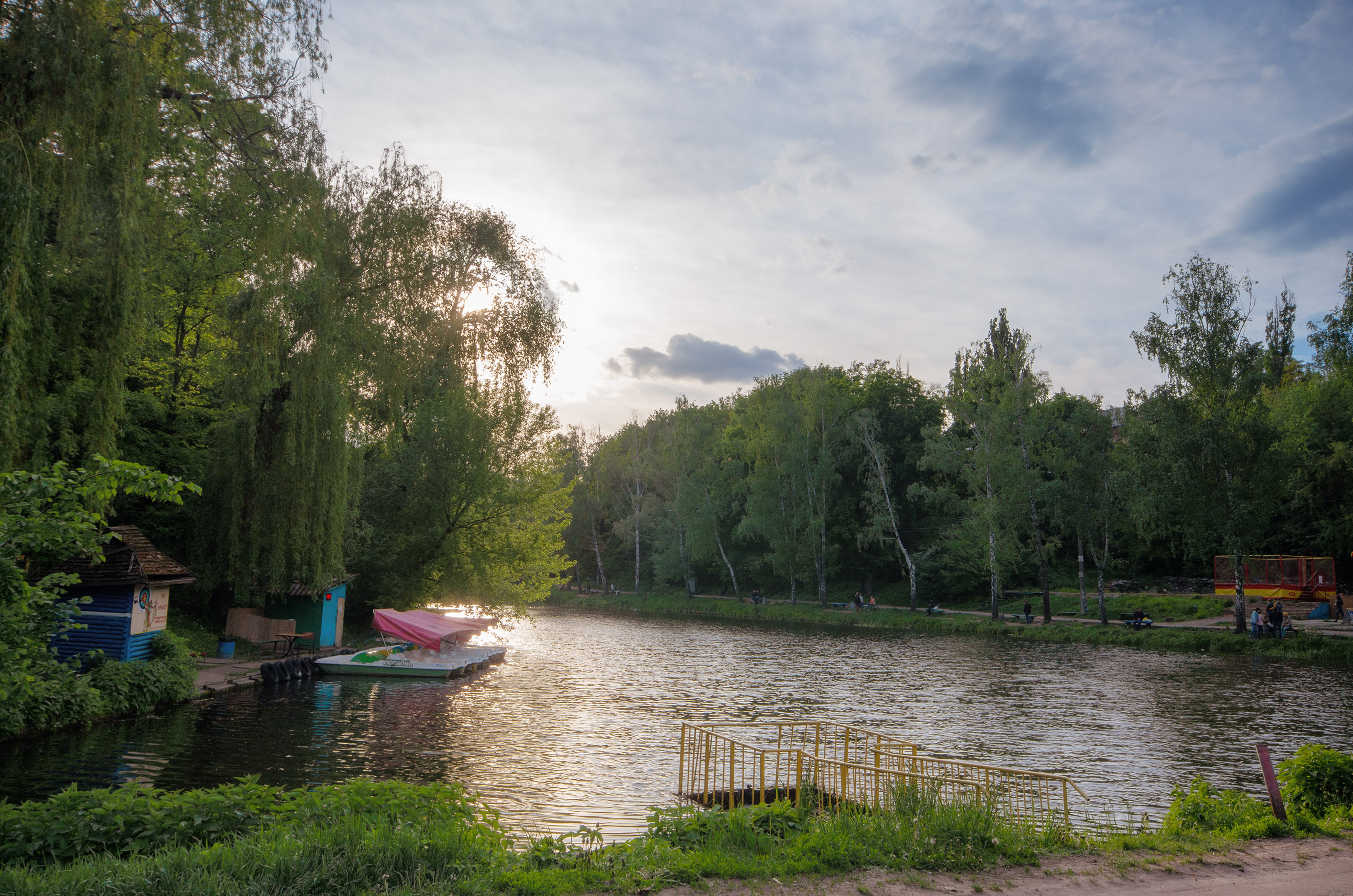
Parc Nyvkiy classé[3],[4].
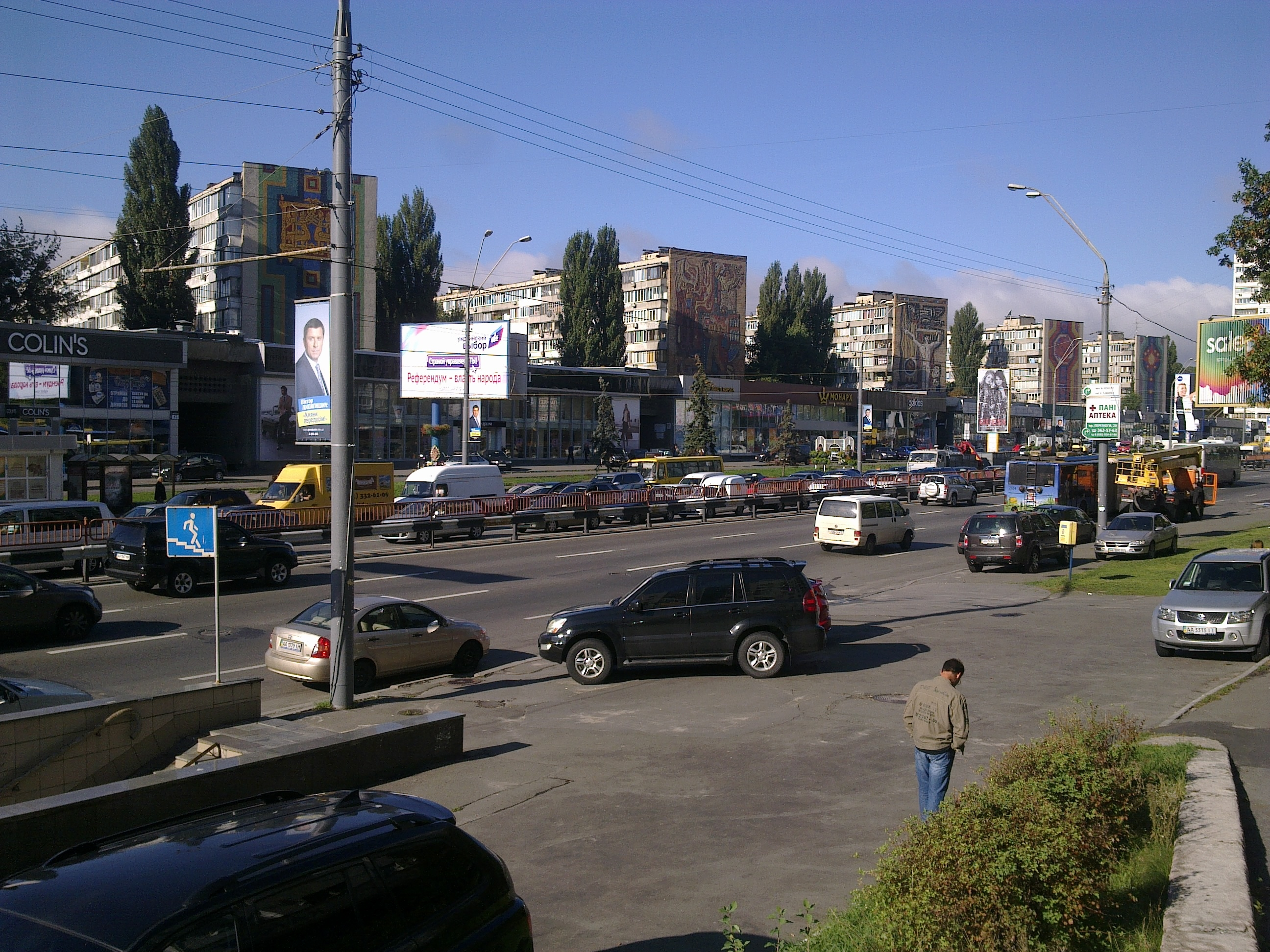
Mosaïque "Pour la défense de la paix" (artistes V. Pryadka et I. Lytovchenko).